# Grande Prêmio da Alemanha de 1991
Resultados do Grande Prêmio da Alemanha de Fórmula 1 realizado em Hockenheim em 28 de julho de 1991. Nona etapa do campeonato, foi vencido pelo britânico Nigel Mansell, que subiu ao pódio junto a Riccardo Patrese numa dobradinha da Williams-Renault, com Jean Alesi em terceiro pela Ferrari.

## Resumo
Quinta, 25 de julho de 1991, Satoru Nakajima anunciou oficialmente que o Grande Prêmio da Austrália será o último de sua carreira. O piloto japonês fez esse anúncio ao lado do dono de sua equipe, Ken Tyrrell.
Em Hockenheim era aberta a segunda metade do campeonato de 1991. Nigel Mansell fez a sua segunda pole consecutiva, seguido de Ayrton Senna, Gerhard Berger, Riccardo Patrese, Alain Prost e Jean Alesi. Os brasileiros: Nelson Piquet largou em oitavo, Roberto Moreno em nono e Maurício Gugelmin em décimo sexto.
Na largada, Mansell pulou na frente seguido de Berger, Senna, Prost, Patrese e Alesi. Após 10 voltas, o Leão fazia uma corrida tranquila enquanto Senna não conseguia um bom ritmo para ultrapassar o seu companheiro de equipe. Na volta 19, Mansell fez a sua parada para troca de pneus e voltou no meio do bolo. Depois, Senna parou e voltou em quinto. Na volta 21, Alesi que era o líder, parou no box e voltou na frente de Patrese em segundo.
Após as paradas, os seis primeiros eram Mansell, Alesi, Patrese, Senna, Prost e Berger.
Na volta 27, Patrese ultrapassou Alesi e assumiu o segundo lugar. Senna e Prost fizeram um duelo espetacular pela quarta posição por 11 voltas. Faltando 8 voltas para o final, Prost tentou a ultrapassagem por fora, mas passou reto na chicane e ficou sem embreagem abandonando a prova.
Nigel Mansell venceu pela terceira vez seguida na temporada, com Riccardo Patrese em segundo fazendo a dobradinha da Willams, Jean Alesi completou o pódio. Ayrton Senna na última volta teve o mesmo problema da etapa de Silverstone e ficou sem combustível, só que diferentemente da última corrida, Senna ficou em sétimo fora da zona de pontuação. Berger ficou em quarto, De Cesaris em quinto e Gachot em sexto. Moreno ficou em oitavo, Piquet abandonou com motor quebrado na volta 28, sete voltas antes, Gugelmin tinha abandonado com problemas na caixa de câmbio.
A situação de Senna que era tranquila no campeonato, começava a complicar. Senna permaneceu com 51 pontos, enquanto Mansell aproximou perigosamente ficando apenas oito pontos atrás e com a dobradinha (1-2) de Mansell e Patrese, a Williams toma a liderança da McLaren pela primeira vez: 71 Williams e 70 McLaren (apenas os 3 pontos de Berger).

## Classificação da corrida

### Pré-classificação
| Pos. | Nº | Piloto             | Construtor     | Tempo    | Dif.    |
| ---- | -- | ------------------ | -------------- | -------- | ------- |
| 1    | 7  | Martin Brundle     | Brabham-Yamaha | 1:42.810 | —       |
| 2    | 17 | Gabriele Tarquini  | AGS-Ford       | 1:43.939 | + 1.129 |
| 3    | 9  | Michele Alboreto   | Footwork-Ford  | 1:44.034 | + 1.224 |
| 4    | 8  | Mark Blundell      | Brabham-Yamaha | 1:44.257 | + 1.447 |
| 5    | 14 | Olivier Grouillard | Fondmetal-Ford | 1:44.645 | + 1.835 |
| 6    | 10 | Alex Caffi         | Footwork-Ford  | 1:45.282 | + 2.472 |
| 7    | 18 | Fabrizio Barbazza  | AGS-Ford       | 1:46.604 | + 3.794 |
| 8    | 31 | Pedro Chaves       | Coloni-Ford    | 1:47.546 | + 4.736 |

### Treinos
| Pos.    | Nº | Piloto            | Construtor         | Q1       | Q2       | Dif.    |
| ------- | -- | ----------------- | ------------------ | -------- | -------- | ------- |
| 1       | 5  | Nigel Mansell     | Williams-Renault   | 1:37.467 | 1:37.087 | —       |
| 2       | 1  | Ayrton Senna      | McLaren-Honda      | 1:38.208 | 1:37.274 | + 0.187 |
| 3       | 2  | Gerhard Berger    | McLaren-Honda      | 1:37.946 | 1:37.393 | + 0.306 |
| 4       | 6  | Riccardo Patrese  | Williams-Renault   | 1:38.146 | 1:37.435 | + 0.348 |
| 5       | 27 | Alain Prost       | Ferrari            | 1:39.422 | 1:39.034 | + 1.947 |
| 6       | 28 | Jean Alesi        | Ferrari            | 1:39.391 | 1:39.042 | + 1.955 |
| 7       | 33 | Andrea de Cesaris | Jordan-Ford        | 1:40.387 | 1:40.239 | + 3.152 |
| 8       | 20 | Nelson Piquet     | Benetton-Ford      | 1:40.560 | 1:40.878 | + 3.473 |
| 9       | 19 | Roberto Moreno    | Benetton-Ford      | 1:41.968 | 1:40.957 | + 3.870 |
| 10      | 23 | Pierluigi Martini | Minardi-Ferrari    | 1:40.998 | 1:41.373 | + 3.911 |
| 11      | 32 | Bertrand Gachot   | Jordan-Ford        | 1:41.443 | 1:41.308 | + 4.221 |
| 12      | 16 | Ivan Capelli      | Leyton House-Ilmor | 1:42.025 | 1:41.330 | + 4.243 |
| 13      | 3  | Satoru Nakajima   | Tyrrell-Honda      | 1:41.515 | 1:41.390 | + 4.303 |
| 14      | 4  | Stefano Modena    | Tyrrell-Honda      | 1:41.566 | 1:41.952 | + 4.479 |
| 15      | 7  | Martin Brundle    | Brabham-Yamaha     | 1:42.294 | 1:41.615 | + 4.528 |
| 16      | 15 | Maurício Gugelmin | Leyton House-Ilmor | 1:41.200 | 1:41.735 | + 4.648 |
| 17      | 25 | Thierry Boutsen   | Ligier-Lamborghini | 1:41.823 | 1:41.929 | + 4.736 |
| 18      | 21 | Emanuele Pirro    | Dallara-Judd       | 1:42.021 | 1:42.672 | + 4.934 |
| 19      | 24 | Gianni Morbidelli | Minardi-Ferrari    | 1:42.132 | 1:42.058 | + 4.971 |
| 20      | 22 | JJ Lehto          | Dallara-Judd       | 1:42.171 | 1:42.708 | + 5.084 |
| 21      | 8  | Mark Blundell     | Brabham-Yamaha     | 1:43.414 | 1:42.216 | + 5.129 |
| 22      | 30 | Aguri Suzuki      | Lola-Ford          | 1:45.037 | 1:42.474 | + 5.387 |
| 23      | 11 | Mika Häkkinen     | Lotus-Judd         | 1:44.816 | 1:42.726 | + 5.639 |
| 24      | 34 | Nicola Larini     | Lambo-Lamborghini  | 1:44.596 | 1:43.035 | + 5.948 |
| 25      | 29 | Eric Bernard      | Lola-Ford          | 1:43.797 | 1:43.321 | + 6.234 |
| 26      | 26 | Erik Comas        | Ligier-Lamborghini | 1:43.803 | 1:43.364 | + 6.277 |
| 27      | 9  | Michele Alboreto  | Footwork-Ford      | 1:44.362 | 1:43.409 | + 6.322 |
| 28      | 12 | Michael Bartels   | Lotus-Judd         | 1:46.409 | 1:43.624 | + 6.537 |
| 29      | 17 | Gabriele Tarquini | AGS-Ford           | 1:43.787 | 1:43.918 | + 6.700 |
| 30      | 35 | Eric van de Poele | Lambo-Lamborghini  | 1:44.489 | 1:44.207 | + 7.120 |
| Fontes: |    |                   |                    |          |          |         |

### Corrida
| Pos.    | Nº | Piloto             | Construtor         | Voltas              | Tempo/Diferença     | Grid                | Pontos              |
| ------- | -- | ------------------ | ------------------ | ------------------- | ------------------- | ------------------- | ------------------- |
| 1       | 5  | Nigel Mansell      | Williams-Renault   | 45                  | 1:19:29.661         | 1                   | 10                  |
| 2       | 6  | Riccardo Patrese   | Williams-Renault   | 45                  | + 13.779            | 4                   | 6                   |
| 3       | 28 | Jean Alesi         | Ferrari            | 45                  | + 17.618            | 6                   | 4                   |
| 4       | 2  | Gerhard Berger     | McLaren-Honda      | 45                  | + 32.651            | 3                   | 3                   |
| 5       | 33 | Andrea de Cesaris  | Jordan-Ford        | 45                  | + 1:17.537          | 7                   | 2                   |
| 6       | 32 | Bertrand Gachot    | Jordan-Ford        | 45                  | + 1:40.605          | 11                  | 1                   |
| 7       | 1  | Ayrton Senna       | McLaren-Honda      | 44                  | Pane seca           | 2                   |                     |
| 8       | 19 | Roberto Moreno     | Benetton-Ford      | 44                  | + 1 volta           | 9                   |                     |
| 9       | 25 | Thierry Boutsen    | Ligier-Lamborghini | 44                  | + 1 volta           | 17                  |                     |
| 10      | 21 | Emanuele Pirro     | Dallara-Judd       | 44                  | + 1 volta           | 18                  |                     |
| 11      | 7  | Martin Brundle     | Brabham-Yamaha     | 43                  | + 2 voltas          | 15                  |                     |
| 12      | 8  | Mark Blundell      | Brabham-Yamaha     | 43                  | + 2 voltas          | 21                  |                     |
| 13      | 4  | Stefano Modena     | Tyrrell-Honda      | 41                  | + 4 voltas          | 14                  |                     |
| Ret     | 27 | Alain Prost        | Ferrari            | 37                  | Embreagem           | 5                   |                     |
| Ret     | 16 | Ivan Capelli       | Leyton House-Ilmor | 36                  | Motor               | 12                  |                     |
| Ret     | 22 | J. J. Lehto        | Dallara-Judd       | 35                  | Motor               | 20                  |                     |
| Ret     | 20 | Nelson Piquet      | Benetton-Ford      | 27                  | Motor               | 8                   |                     |
| Ret     | 3  | Satoru Nakajima    | Tyrrell-Honda      | 26                  | Câmbio              | 13                  |                     |
| Ret     | 26 | Erik Comas         | Ligier-Lamborghini | 22                  | Motor               | 26                  |                     |
| Ret     | 15 | Maurício Gugelmin  | Leyton House-Ilmor | 21                  | Câmbio              | 16                  |                     |
| Ret     | 11 | Mika Häkkinen      | Lotus-Judd         | 19                  | Motor               | 23                  |                     |
| Ret     | 30 | Aguri Suzuki       | Lola-Ford          | 15                  | Motor               | 22                  |                     |
| Ret     | 24 | Gianni Morbidelli  | Minardi-Ferrari    | 14                  | Diferencial         | 19                  |                     |
| Ret     | 23 | Pierluigi Martini  | Minardi-Ferrari    | 11                  | Diferencial         | 10                  |                     |
| Ret     | 29 | Eric Bernard       | Lola-Ford          | 9                   | Transmissão         | 25                  |                     |
| Ret     | 34 | Nicola Larini      | Lambo-Lamborghini  | 0                   | Rodou               | 24                  |                     |
| DNQ     | 9  | Michele Alboreto   | Footwork-Ford      | Não qualificado     | Não qualificado     | Não qualificado     | Não qualificado     |
| DNQ     | 12 | Michael Bartels    | Lotus-Judd         | Não qualificado     | Não qualificado     | Não qualificado     | Não qualificado     |
| DNQ     | 17 | Gabriele Tarquini  | AGS-Ford           | Não qualificado     | Não qualificado     | Não qualificado     | Não qualificado     |
| DNQ     | 35 | Eric van de Poele  | Lambo-Lamborghini  | Não qualificado     | Não qualificado     | Não qualificado     | Não qualificado     |
| DNPQ    | 14 | Olivier Grouillard | Fondmetal-Ford     | Não pré-qualificado | Não pré-qualificado | Não pré-qualificado | Não pré-qualificado |
| DNPQ    | 10 | Alex Caffi         | Footwork-Ford      | Não pré-qualificado | Não pré-qualificado | Não pré-qualificado | Não pré-qualificado |
| DNPQ    | 18 | Fabrizio Barbazza  | AGS-Ford           | Não pré-qualificado | Não pré-qualificado | Não pré-qualificado | Não pré-qualificado |
| DNPQ    | 31 | Pedro Chaves       | Coloni-Ford        | Não pré-qualificado | Não pré-qualificado | Não pré-qualificado | Não pré-qualificado |
| Fontes: |    |                    |                    |                     |                     |                     |                     |

## Tabela do campeonato após a corrida
| Pos.    | Piloto           | Pontos |
| ------- | ---------------- | ------ |
| 1       | Ayrton Senna     | 51     |
| 2       | Nigel Mansell    | 43     |
| 3       | Riccardo Patrese | 28     |
| 4       | Alain Prost      | 21     |
| 5       | Gerhard Berger   | 19     |
| Fontes: |                  |        |

| Pos.    | Construtor       | Pontos |
| ------- | ---------------- | ------ |
| 1       | Williams-Renault | 71     |
| 2       | McLaren-Honda    | 70     |
| 3       | Ferrari          | 33     |
| 4       | Benetton-Ford    | 23     |
| 5       | Jordan-Ford      | 13     |
| Fontes: |                  |        |

- Nota: Somente as primeiras cinco posições estão listadas.